# Orio Canavese
Orio Canavese is een gemeente in de Italiaanse provincie Turijn (regio Piëmont) en telt 799 inwoners (31-12-2004). De oppervlakte bedraagt 7,1 km², de bevolkingsdichtheid is 113 inwoners per km².

## Demografie
Orio Canavese telt ongeveer 362 huishoudens. Het aantal inwoners daalde in de periode 1991-2001 met 1,1% volgens cijfers uit de tienjaarlijkse volkstellingen van ISTAT.
| Jaar | Inwoneraantal |
| ---- | ------------- |
| 1991 | 790           |
| 2001 | 781           |

## Geografie
Orio Canavese grenst aan de volgende gemeenten: Mercenasco, San Giorgio Canavese, Montalenghe en Barone Canavese.

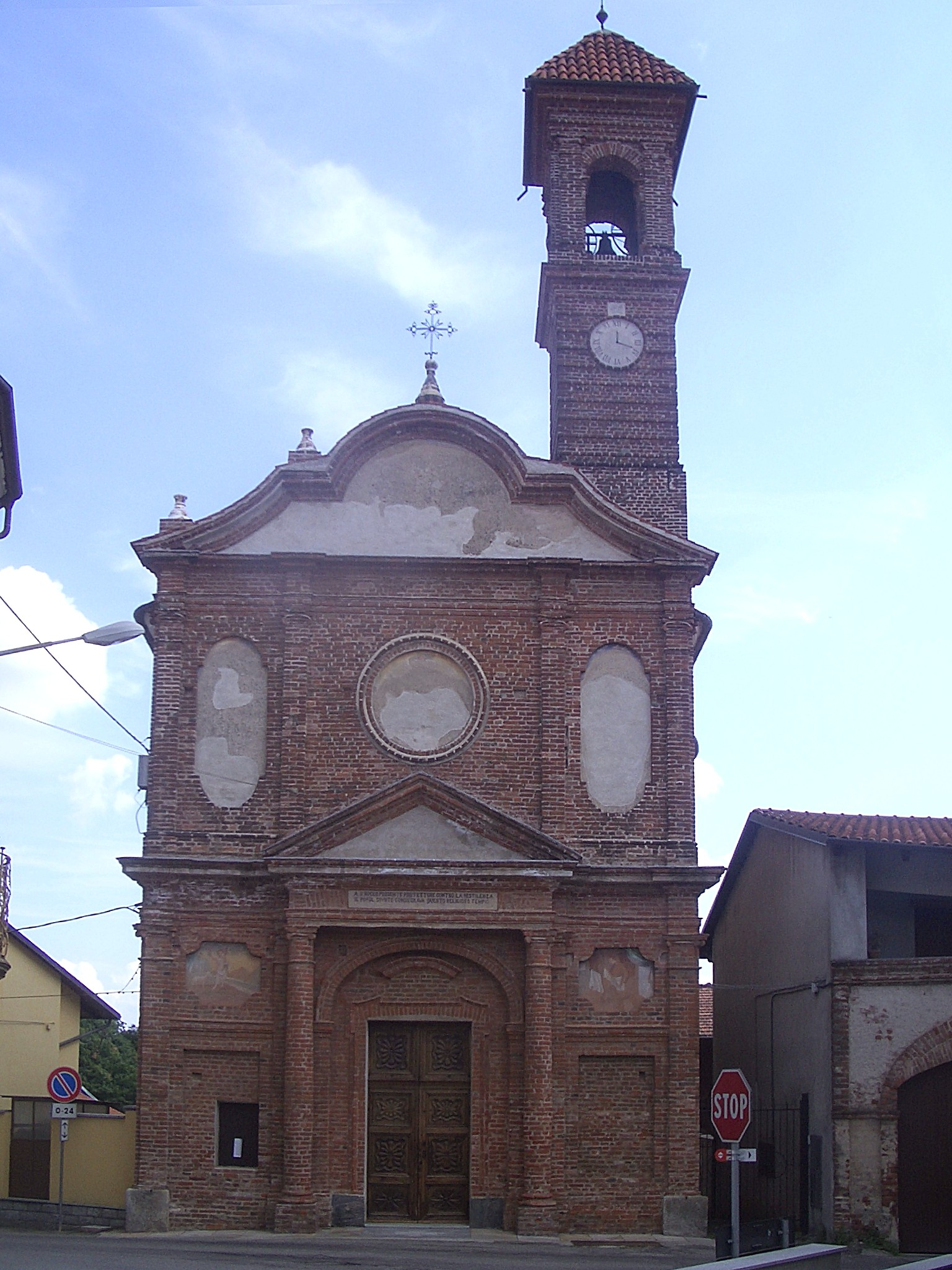
Kerk

1. ↑  https://demo.istat.it/?l=it.